# Ray Goossens
Pour les articles homonymes, voir Goossens.
Ray Goossens, né le 14 août 1924 à Merksem et mort le 10 décembre 1998 à Deurne, dans la province d'Anvers, est un animateur et réalisateur belge flamand.

## Biographie
Ray Goossens naît le 14 août 1924 à Merksem.
Dès son plus jeune âge, il s'intéresse à l'animation, œuvre incontournable de Walt Disney, mais aussi des frères Dave et Max Fleischer. À 10 ans, le garçon dessine des personnages sur des morceaux de celluloïd. Il étudie le dessin à l'Académie royale des beaux-arts d'Anvers, où il rencontre Jules Luyckx, qui partage la même passion pour le dessin animé, et les deux jeunes hommes commencent à travailler sur leur propre film d'animation 16 mm.
En 1939, ensemble ils entrent en contact avec les pionniers belges de l'animation Henri Winkeler et Edmond Roex, avec lesquels ils créent leur propre studio d'animation, l'Antwerpse Filmmaatschappij (AFIM). Le premier dessin animé professionnel du quatuor est Metamorfose (1940). Entre 1940 et 1943, la société réalise des courts métrages d'animation tels que Rapi Roum, Smidje Smee et Hoe Pimmeke ter Wereld Kwam. Ils réussissent à attirer plusieurs employés de studio, dont beaucoup deviendront plus tard des dessinateurs de bande dessinée bien connus, comme Bob de Moor, Mon Van Meulenbroeck et Jef Nys. Mais Jef Nys ne  reste que quatre jours parce que le directeur de son école estime que l'animation était un art inférieur et l'a forcé à retourner à l'académie. Les autres artistes impliqués dans les productions AFIM sont Marcel Colbrant, Gaston Lambert et Andrée Van de Velde.
Après la guerre, il commence à travailler comme auteur de bande dessinée dans Kleine Zondagsvriend, un magazine hebdomadaire pour la jeunesse. Il crée un certain nombre de séries, certaines basées sur des histoires existantes comme Tijl Uilenspiegel et Reinaert de Vos, d'autres courts récits comme Tsjoem (un perroquet) et Snops en de bende. Il travaille également comme illustrateur pour différents journaux et magazines, dont Gazet van Antwerpen.
Il travaille comme animateur principalement à des fins publicitaires et devient en 1957 directeur artistique de Belvision, les nouveaux studios d'animation du Lombard, l'un des principaux éditeurs belges de bande dessinée. Ce studio d'animation connaît des débuts difficiles et peu mémorables, l'équipe est rejointe par Ray Goossens. Celui-ci s'est fait une réputation en réalisant des publicités. Il va professionnaliser le studio, il impose l'usage du cellophane et des calques grâce à quoi les personnages évoluent désormais devant des décors et se meuvent avec plus de souplesse. Avec lui aux commandes, Belvision réalise alors un saut qualitatif et se hisse à la hauteur des studios américains, tout en conservant l'esprit bande dessinée à la belge. Il réalise 5 minutes d'animation utile par semaine, un vrai rythme industriel. Dans un premier temps, ils créent des séries basées sur des séries de bandes dessinées existantes comme Oumpah-pah d'Albert Uderzo et René Goscinny, Les Aventures de Tintin d'Hergé, Signor Spaghetti de Dino Attanasio ou Chlorophylle de Raymond Macherot. En 1964, Pinocchio dans l'espace sort sur les écrans. C'est le premier long métrage d'animation entièrement réalisé à Bruxelles. Bien qu'il ait contribué au succès de cette société, il est licencié à la suite de tensions avec Raymond Leblanc. 
De 1956 à 1969, il travaille comme animateur et réalisateur indépendant. En 1967, il réalise Astérix le Gaulois, le premier long métrage basé sur cette bande dessinée, et en 1968 il rejoint les éditions Dupuis où il crée avec les studios d'animation TVA plusieurs séries pour enfants comme Tip et Tap, Les Pilis et Musti. Il réalise également une série basée sur les aventures de Boule et Bill.
À partir de 1976, Ray Goossens enseigne l'animation au RITCS de Bruxelles. Son dernier succès de réalisateur suit en 1980, avec Plons de gekke kikker.
Il meurt le 10 décembre 1998 à Deurne, à l'âge de 74 ans.

## Filmographie
Liste non exhaustive

### Réalisateur

#### Films
- 1939 : Metamorfose[3]
- 1940 : Rapi Roum[4]
- 1940 : Hoe primmeke ter wereld kwam[5]
- 1941 : Smidje Smee[6]
- 1947 : De lamme maakt een ritje[7]
- 1958 : Paviljoen Wetenschappen[8]
- 1959 : Van zilverzout tot zilverbeeld[9]
- 1960 : Van katoenbol tot filmonderlaag[10]
- 1960 : Chlorophylle et Minimum dans Le Bosquet Hanté[11],[12], d'après Raymond Macherot, court métrage de 9 min 12 s, Éditions du Lombard, chef animateur : Willy Lateste, chanson interprétée par Viviane Chantel, décors : H. de Reymaeker.
- 1961 : Boothill Mc Gall, sheriff[13]
- 1961 : Coin-coin[14]
- 1964 : L'Affaire Tournesol (téléfilm)
- 1964 : Canard à l'orange[15]
- 1965 : Spaghetti à la romaine[16],[17], Belvision, 8 min.
- 1965 : Hoempapa[18]
- 1965 : Pinocchio dans l'espace[19]
- 1967 : Astérix le Gaulois[20]
- 1967 : In naam der wet[21]
- 1968 : Hoera, ik ben vader[22] !
- 1968 : Er was eens[23]
- 1977 : Musti Christmas[24]
- 1982 : Musti special[25]
- 1984 : Trompo[26]

#### Séries télévisées
- 1957 : Les Aventures de Tintin, d'après Hergé
- 1968 : Musti[27]
- 1971 : Tip et Tap[28]
- 1973 : Les Pilis[29]
- 1975 : Boule et Bill[30]
- 1975 : Bobo[31]

### Scénariste
- 1983 : Splash, la grenouille folle[32], série télévisée (idée).

#### Livres
: document utilisé comme source pour la rédaction de cet article.
- Danny De Laet et Yves Varende, Au-delà du septième art : histoire de la bande dessinée belge, Bruxelles, Ministère des affaires étrangères, du commerce extérieur et de la coopération au développement, coll. « Chroniques belges » (no 322), 1979, 302 p., ill. ; 22 cm (lire en ligne).
- Henri Filippini, Jacques Glénat, Numa Sadoul et Yves Varende, Histoire de la bande dessinée en France et en Belgique, des origines à nos jours, Glénat, Grenoble, 1984, p. 45  (ISBN 2723404935).
- Philippe Capart, Erwin Dejasse et Franquin (ill.), Morris, Franquin, Peyo et le dessin animé, Angoulême, Éditions de l'An 2, novembre 2005, 135 p., ill. ; 30 cm (ISBN 978-2-84856-035-9 et 2848560355, OCLC 420745876, présentation en ligne).
- (nl) Jan Hoet et Dany Vandenbossche, « Ray Goossens », dans De wereld van de strips in originelen [« Le Monde de la bande dessinée en originaux »], Bruxelles, Vlaams Parlement, 2013, 68 p., PDF (OCLC 901366732, lire en ligne), p. 48.